# شركة بام ليعيشية (أولاد عبو)
شركة بام ليعيشية هو دُوَّار يقع بجماعة أولاد يوسف، إقليم بني ملال، جهة بني ملال خنيفرة في المملكة المغربية. ينتمي الدوّار لمشيخة أولاد عبو التي تضم 4 دواوير. يقدر عدد سكانه بـ 1056 نسمة حسب الإحصاء الرسمي للسكان والسكنى لسنة 2004.

## روابط خارجية
- البوابة الوطنية للجماعات الترابية نسخة محفوظة 12 مارس 2018 على موقع واي باك مشين.
- المندوبية السامية للتخطيط